# Żardyny
Żardyny (deutsch Sardienen) ist ein Ort in der polnischen Woiwodschaft Ermland-Masuren. Er gehört zur Gmina Bartoszyce (Landgemeinde Bartenstein) im Powiat Bartoszycki (Kreis Bartenstein (Ostpr.)).

## Geographische Lage
Żardyny liegt wenige hundert Meter südlich der polnischen Staatsgrenze zur russischen Oblast Kaliningrad (Gebiet Königsberg (Preußen)) in der nördlichen Mitte der Woiwodschaft Ermland-Masuren. Bis zur früheren und heute auf russischem Hoheitsgebiet gelegenen Kreisstadt Preußisch Eylau (russisch Bagrationowsk) sind es sieben Kilometer in nordwestlicher Richtung. Die heutige Kreismetropole Bartoszyce (deutsch Bartenstein) liegt 13 Kilometer in südöstlicher Richtung entfernt.

## Geschichte
1559 ist das Jahr der Ersterwähnung des kleinen Orts Czartin mit seinem Gut und ein paar Gehöften, der vor 1780 Sardinen und danach Sardienen genannt wurde. Ab 1817/18 zugehörig war das sieben Kilometer südwestlich gelegene und bis 1862 Waldhaus Sardienen genannte Vorwerk Ernstwalde (polnisch Zabłocie).
Im Jahre 1874 wurde Sardienen in den neu gebildeten Amtsbezirk Loschen (russisch Lawrowo) im ostpreußischen Kreis Preußisch Eylau eingegliedert, wobei 1883 und 1908 das Vorwerk Ernstwalde nicht mehr miterwähnt wurde. Im Jahre 1889 wurde der Gutsbezirk Sardienen mit seinem Vorwerk bei einer Fläche von 413 Hektar genannt. Einwohnermäßig zählte Sardienen im Jahre 1910 insgesamt 100 Einwohner.
Am 30. September 1928 verlor Sardienen seine Eigenständigkeit und wurde in die Landgemeinde Mollwitten (polnisch Molwity) im Amtsbezirk Beisleiden (polnisch Bezledy) eingegliedert.
Nach der 1945 in Kriegsfolge erfolgten Grenzziehung lag Sardienen in dem an Polen abgetretenen südlichen Teil Ostpreußens und trug die polnische Namensform „Żardyny“. Der Weiler, der 1983 als zu Lejdy (Legden) zugeordnet genannt wurde, ist heute Teil der Gmina Bartoszyce (Landgemeinde Bartenstein) im Powiat Bartoszyce (Kreis Bartenstein (Ostpr.)), 1975 bis 1998 der Woiwodschaft Olsztyn, seither der Woiwodschaft Ermland-Masuren zugehörig.

## Kirche
Bis 1945 war Sardienen in die evangelische Kirche Preußisch Eylau (russisch Bagrationowsk) in der Kirchenprovinz Ostpreußen der Kirche der Altpreußischen Union, außerdem in die römisch-katholische Kirche der Kreisstadt im damaligen Bistum Ermland eingepfarrt.
Heute gehört Żardyny zur katholischen Pfarrei in Bezledy (Beisleiden) im jetzigen Erzbistum Ermland, sowie zur evangelischen Kirchengemeinde Bartoszyce (Bartenstein), einer Filialgemeinde der Johanneskirche Kętrzyn (Rastenburg) in der Diözese Masuren der Evangelisch-Augsburgischen Kirche in Polen.

## Verkehr
Żardyny liegt an einer Nebenstraße, die von Piersele (Perscheln) unweit der polnischen Landesstraße 51 (ehemalige deutsche Reichsstraße 128) über Molwity (Mollwitten) bis nach Lejdy (Legden) führt. Die einstige Bahnstation Głomno (Glommen) an der Bahnstrecke Głomno–Białystok existiert nicht mehr. Seit ihrer Schließung besteht für Żardyny kein Bahnanschluss mehr.